# 파울라 일레만 페데르
파울라 일레만 페데르(Paula Illemann Feder, 1893년 2월 25일 ~ 1967년 11월 1일)는 덴마크의 배우이다.
1910년부터 1912년까지 덴마크 왕립극장 산하 학교에 재학하면서 카를 만치우스(Karl Mantzius), 아나 보세루프(Anna Boserup)로부터 가르침을 받았으며 1912년에는 오덴세 극장 소속 배우로 데뷔했다. 그 뒤 오덴세 극장 소속 배우(1912년 ~ 1916년, 1927년 ~ 1929년, 1944년 ~ 1967년)로 활동했고 1916년에는 코펜하겐으로 이주했다. 1916년부터 1919년까지는 카지노 극장 소속 배우, 1919년부터 1927년까지 국민극장 소속 배우로 활동했다.
1930년부터 1933년까지 남편인 게오르게 페데르(George Feder)와 함께 연극 공연을 기획했다. 1935년까지 연극 공연을 전개한 이후에 연극계에서 은퇴했고 남편을 지원하기 위해 복음 사업을 전개했다. 1943년에 연극계에 복귀한 이후에는 텔레비전 영화, 라디오 영화에 출연했다.